# Francis Bossman
Francis Jojo Bossman (ur. 24 czerwca 1984 w Akrze) – ghański piłkarz grający na pozycji pomocnika.  Od lata 2012 roku jest zawodnikiem klubu Rəvan Baku. W reprezentacji Ghany zadebiutował w 2003 roku. Do tej pory rozegrał w niej jedno spotkanie (stan na 24.11.2012).